# علي بدر الدين
علي شريف بدرالدين مواليد الشرقية (قضاء النبطية) 4/3/1955
شقيق شهيد الصحافة اللبنانية الأستاذ عاصم شريف بدر الدين.

## دراسته
- حائز على إجازة في العلوم الاجتماعية الجامعة اللبنانية 1980-1981
- حائز على شهادة الجدارة في علم اجتماع التنمية الجامعة اللبنانية 1981-1982.

## عمله
إعلامي وصحافي منذ أكثر من ربع قرن.

### الكتابة في المجلات
عمل في مجلات:
- الراية 1978
- القومي العربي 1980
- الشراع 1982
- الأنتشار 1989
- الجنوب 1990
- المنبر 1991
- العواصف 1992.

### مراسل
- مراسل وكالة أخبار لبنان 1982-1985 ثم مدير تحرير 1986-1987
- مراسل الوكالة الوطنية للإعلام في النبطية منذ عام 1986, ثم رئيس مكتب الوكالة في النبطية منذ أذار 2003.
- مراسل جريدة الشرق 1985-1986
- مراسل جريدة الأنوار 1991-1995

### التحقيقات
- نشر عدد من الموضوعات في جريدة السفير 1986
- أعد تحقيقات في جريدة السفير عام 1993 عن قرى منطقة النبطية مع أخرى.

### رئاسة تحرير
رئيس تحرير مجلة البحار منذ 1992

## الجوائر والتكريمات
حاصل على الدروع والميداليات وشهادات التقدير من قيادات ومؤسسات سياسية وحزبية وعسكرية وتربوية.

## الإصدارات
صدر له:
- الاغتراب اللبناني –ألام وأمال عام 2002
- الشرقية تاريخ ورسالة (1572-2003) عام 2003
- أحمد طرابلسي..مسيرة جهاد وعطاء عام 2004.

## اهتماماته
من الإعلامين المتابعين للاغتراب اللبناني الذي تخصص به منذ إصدار مجلته البحار عام 1992 مع شقيقه الصحافي رشيد بدرالدين وكان علي بدرالدين يحاول وما زال الحفاظ على حقوق المغتربين اللبنانين في كل العالم ساعياً للفت الانتباه حول المشاكل التي يعانوها في بلاد الاغتراب.